# Kalabscha
Koordinaten: 23° 36′ N, 32° 49′ O

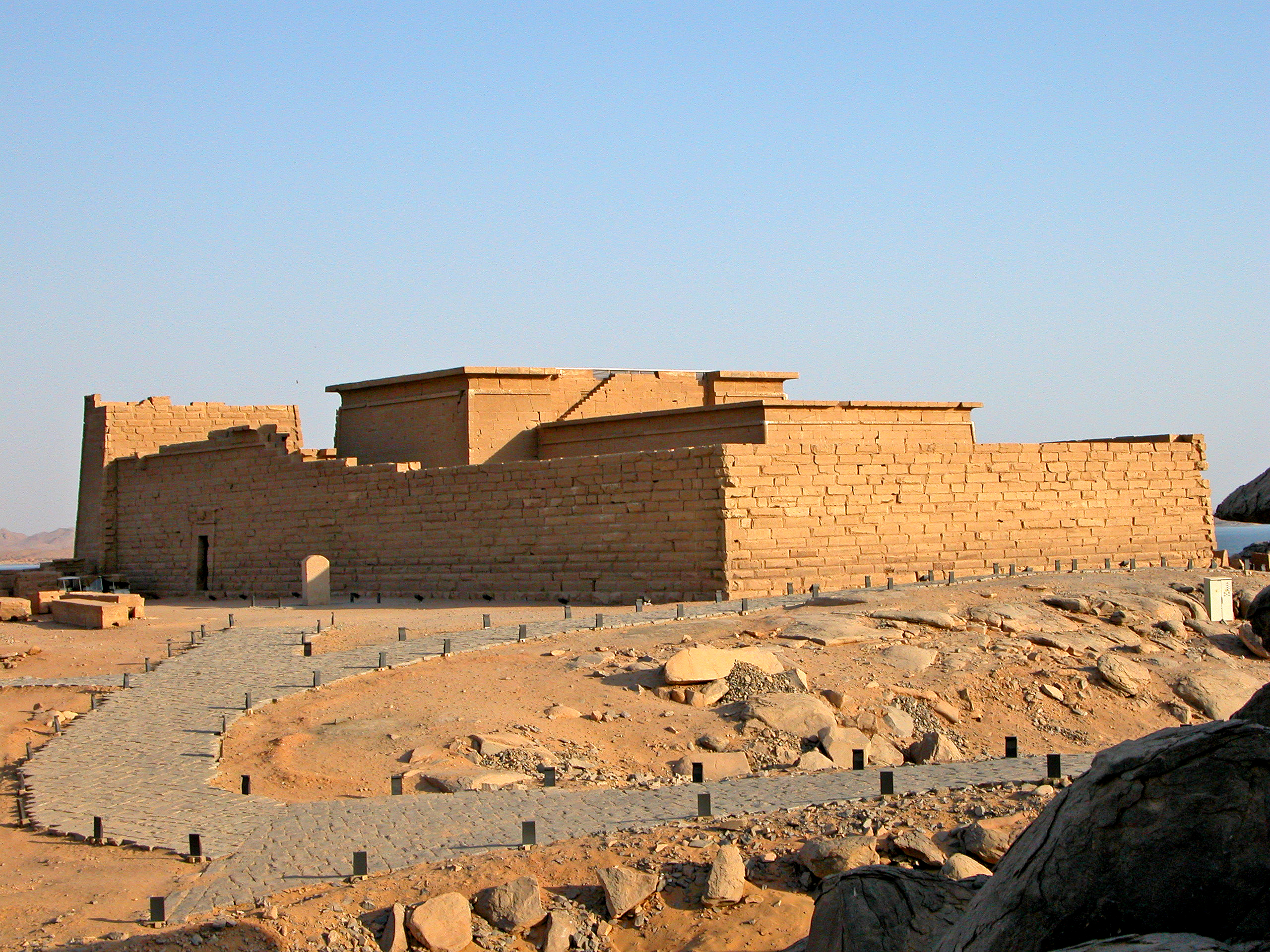
Der Mandulis-Tempel von Kalabscha

Kalabscha (arabisch كلابشة, DMG Kalābaša) war ein Ort im heutigen Ägypten in Unternubien und ist die moderne Bezeichnung für das antike Talmis. Der Ort lag etwa 50 Kilometer südlich von Assuan auf 195 Metern Höhe und ist heute im Nassersee versunken.

## Stadtbild
Der Ort erlebte seine Blütezeit als lokales Herrschaftszentrum nach der Einführung des Christentums im 6. Jahrhundert. Zur Verteidigung gegen Nomadenüberfälle wurde er von einer Stadtmauer umgeben, wie sie ähnlich einige Jahrhunderte zuvor in Faras und in christlicher Zeit in Ikhmindi, Sabagura und Sheik Daud errichtet wurden. Charakteristisch für die nubischen Verteidigungsanlagen waren gewinkelte Torvorbauten.

### Mandulis-Tempel
Kalabscha ist besonders durch seine Tempelanlage bekannt: Hier stand der ganz in Sandstein erbaute Haupttempel des nubischen Gottes Mandulis und der Göttin Isis von Philae. Bei dem Tempel, dessen Tempelhaus allein 77 Meter lang ist, handelt es sich um die größte freistehende Tempelanlage in Unternubien. Der von einer 15 Meter hohen Ziegelmauer umgebene Tempelbezirk hat die Ausmaße von 66 × 92 Meter.

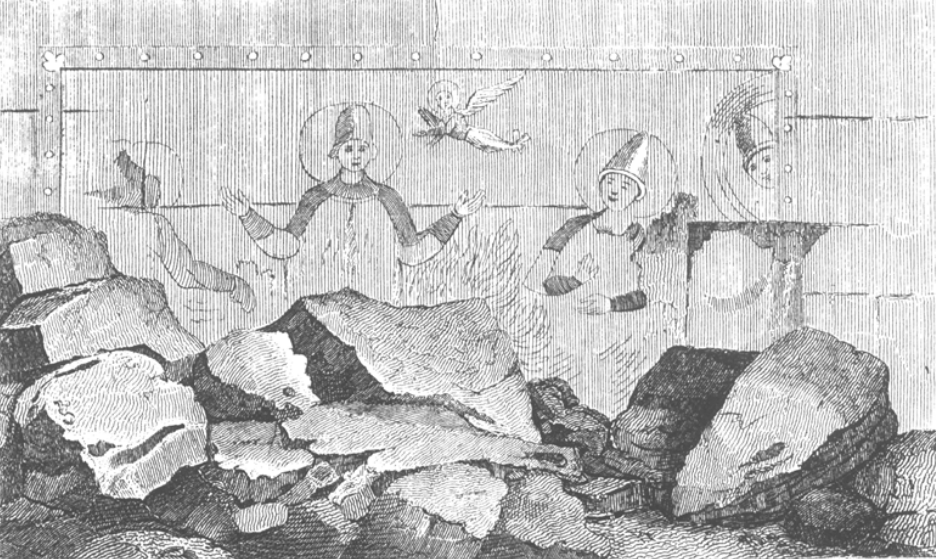
Christliche Wandmalerei im Tempel, wie sie noch zur Mitte des 19. Jahrhunderts erhalten war

Ptolemaios VIII. ließ ein Heiligtum der 18. Dynastie durch einen kleinen Tempel ersetzen. Dieser Tempel wurde unter Augustus durch eine größere Anlage ersetzt. Die Inschriften und Dekorationen des Tempels blieben jedoch unvollendet. In christlicher Zeit wurden Teile der Anlage in eine Kirche umgewandelt.
Der Tempel von Kalabscha wurde beim Bau des Assuan-Staudamms 1961–1963 unter deutscher Federführung in 13.000 Blöcke zerlegt und zusammen mit den aus einigen anderen Orten geborgenen Tempeln auf der Insel Neu-Kalabscha etwas südlich und in Sichtweite des Staudamms von Assuan wieder aufgebaut. Ein beim Abtragen des Tempels in den Fundamenten entdeckter Vorgängerbau, der unter Ptolemaios VIII. gebaut worden war, wurde auf der Insel Elephantine wieder aufgebaut. Ein ebenfalls in den Fundamenten gefundener älterer und als Füllmaterial verwendeter Torbau wurde von ägyptischer Seite der Bundesrepublik Deutschland zum Dank für ihre Hilfe im Rahmen der UNESCO-Kampagne zur Rettung nubischer Altertümer zum Geschenk gemacht und befindet sich seit 1973 im Ägyptischen Museum Berlin. Ein Umzug ins Pergamonmuseum ist geplant. In unmittelbarer Nähe wurde auch der Kiosk von Kertassi auf Neu-Kalabscha wieder aufgebaut.
Der Tempel steht seit 1979 auf der Weltkulturerbeliste der UNESCO.

## Bilder des Tempels von Kalabscha nach seiner Umsetzung

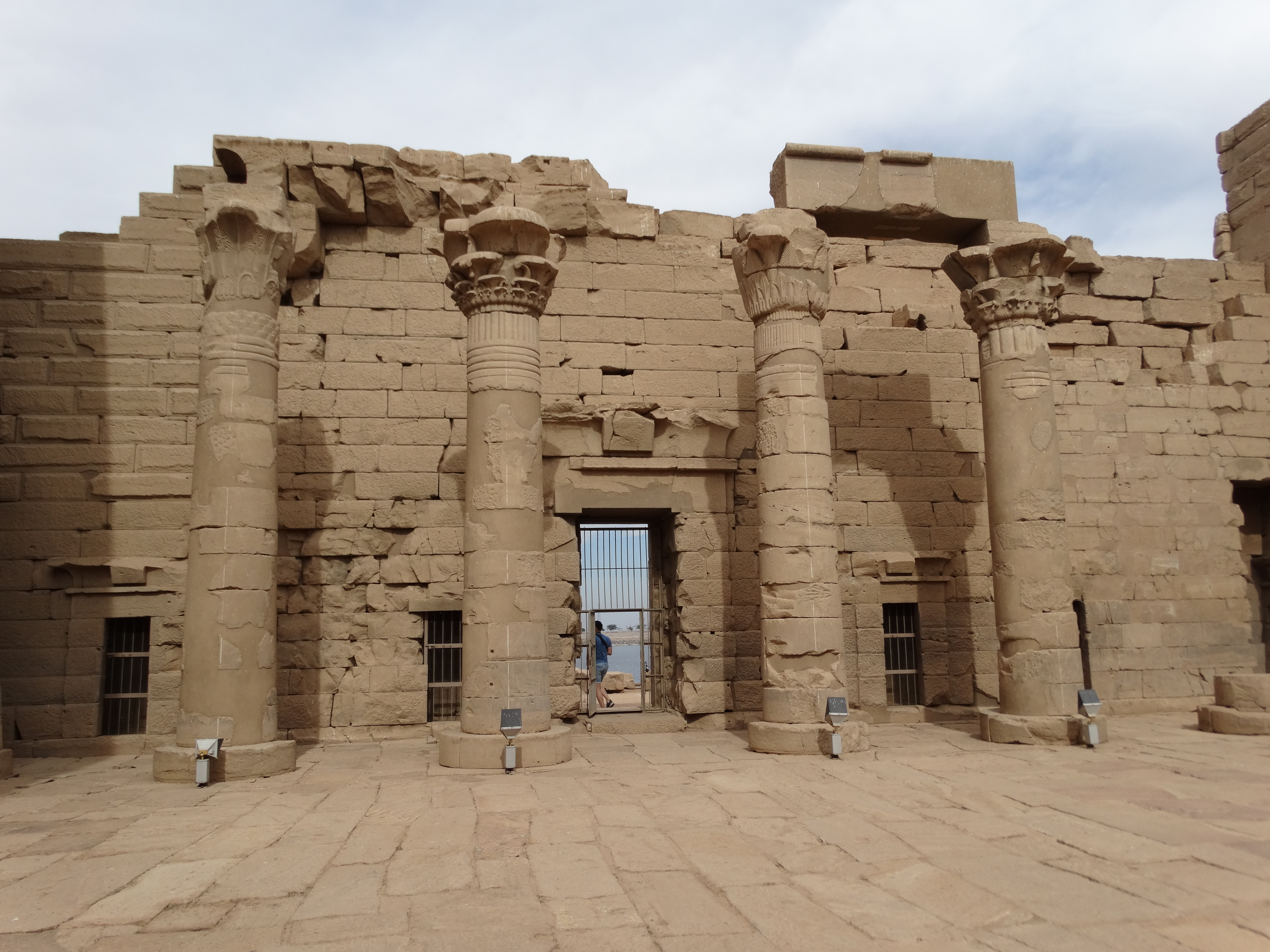
Ein Portal des Tempels von Kalabscha.
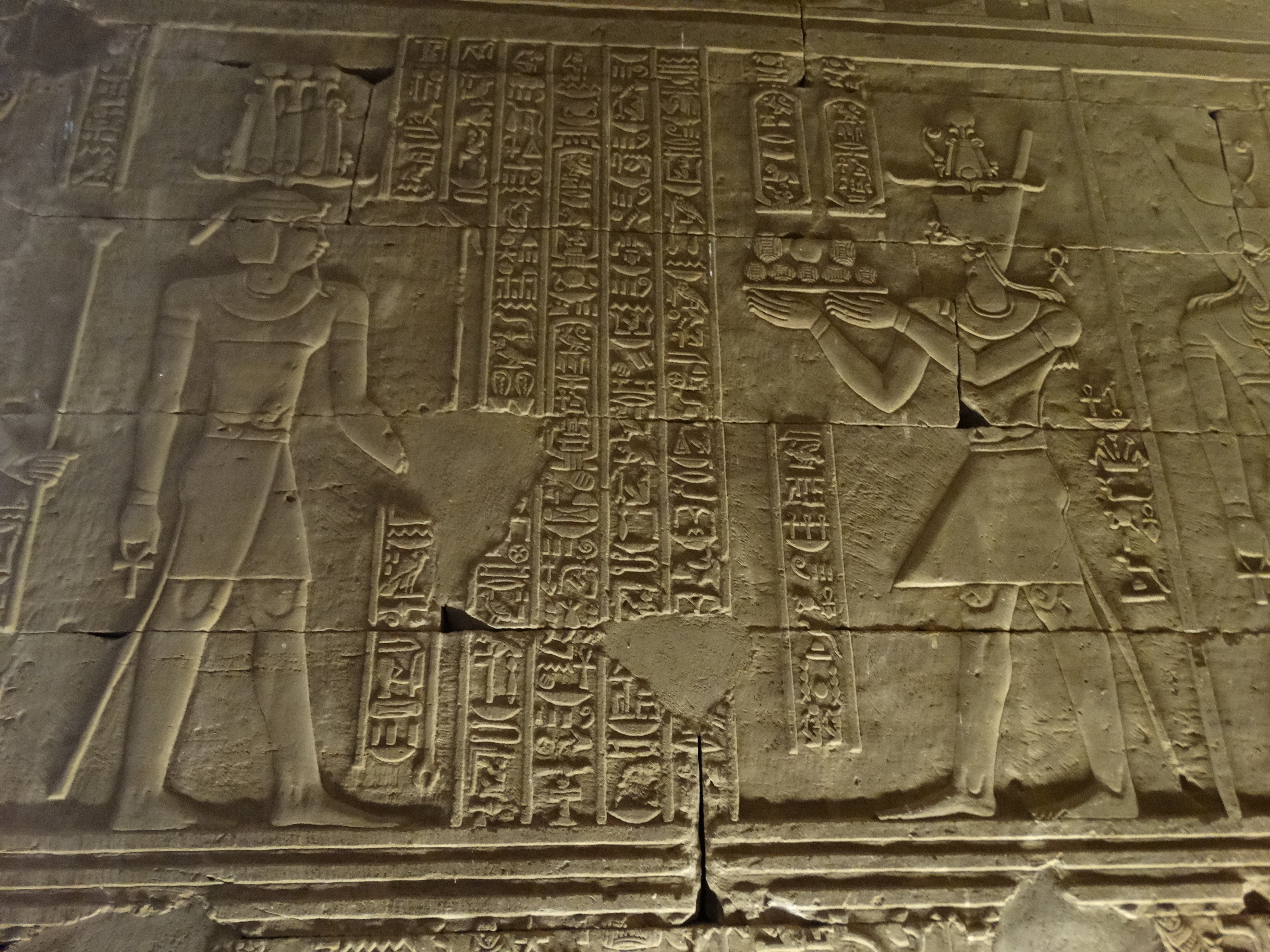
Ein Wandrelief des Tempels.
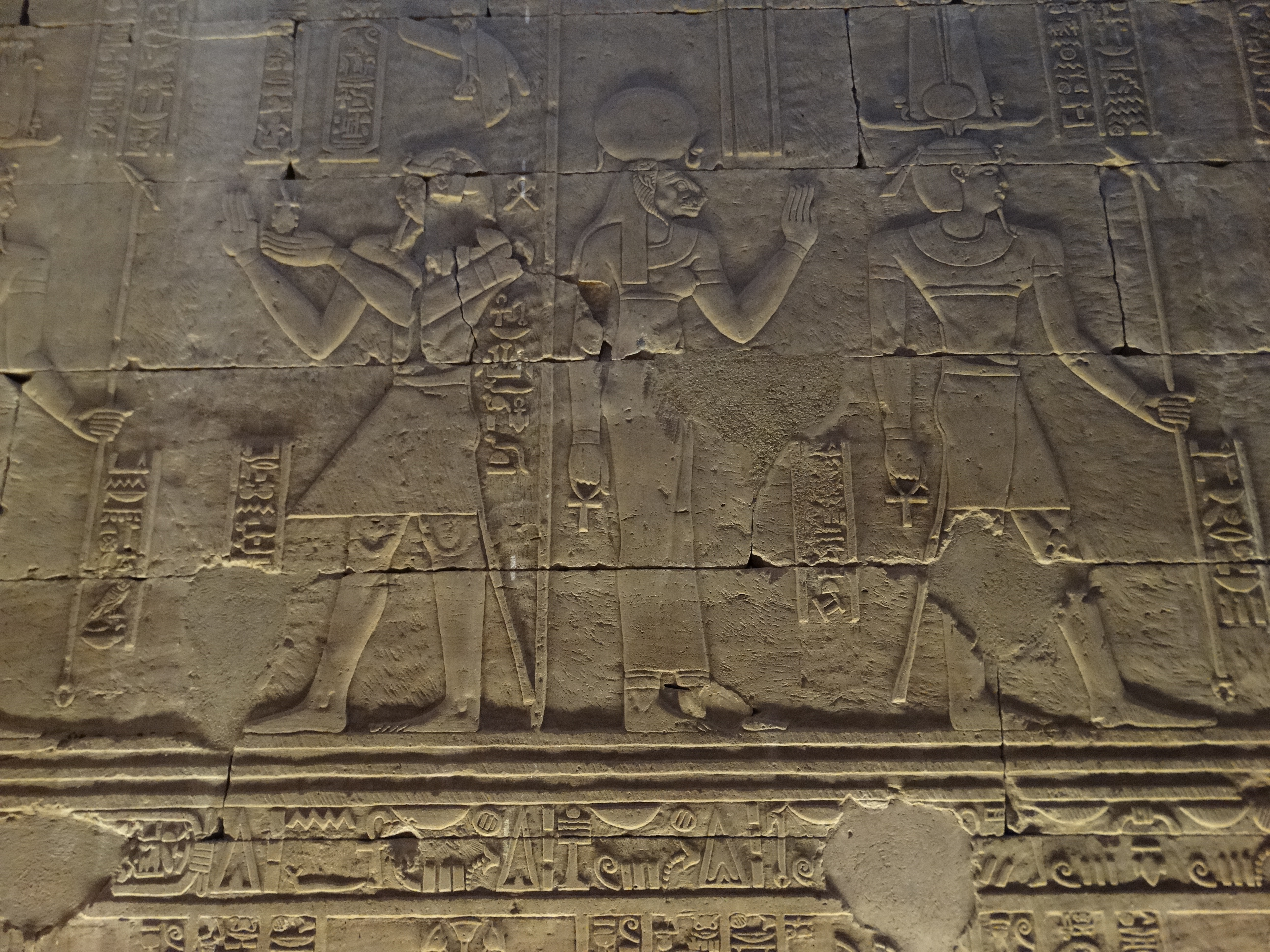
Altägyptische Götter auf einem Wandrelief des Tempels.
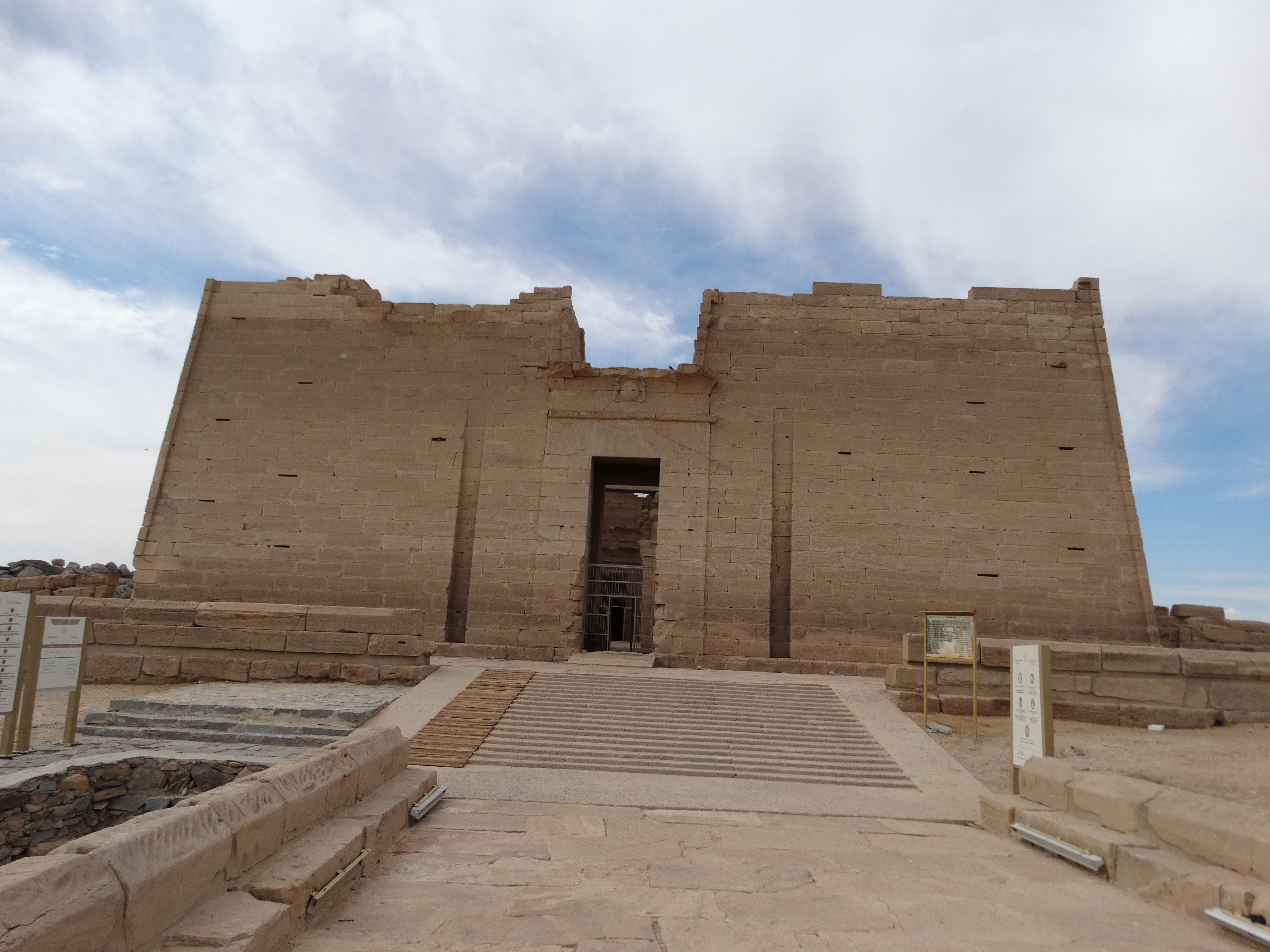
Hauptpylon des Tempels von Kalabscha nach seiner Umsetzung.
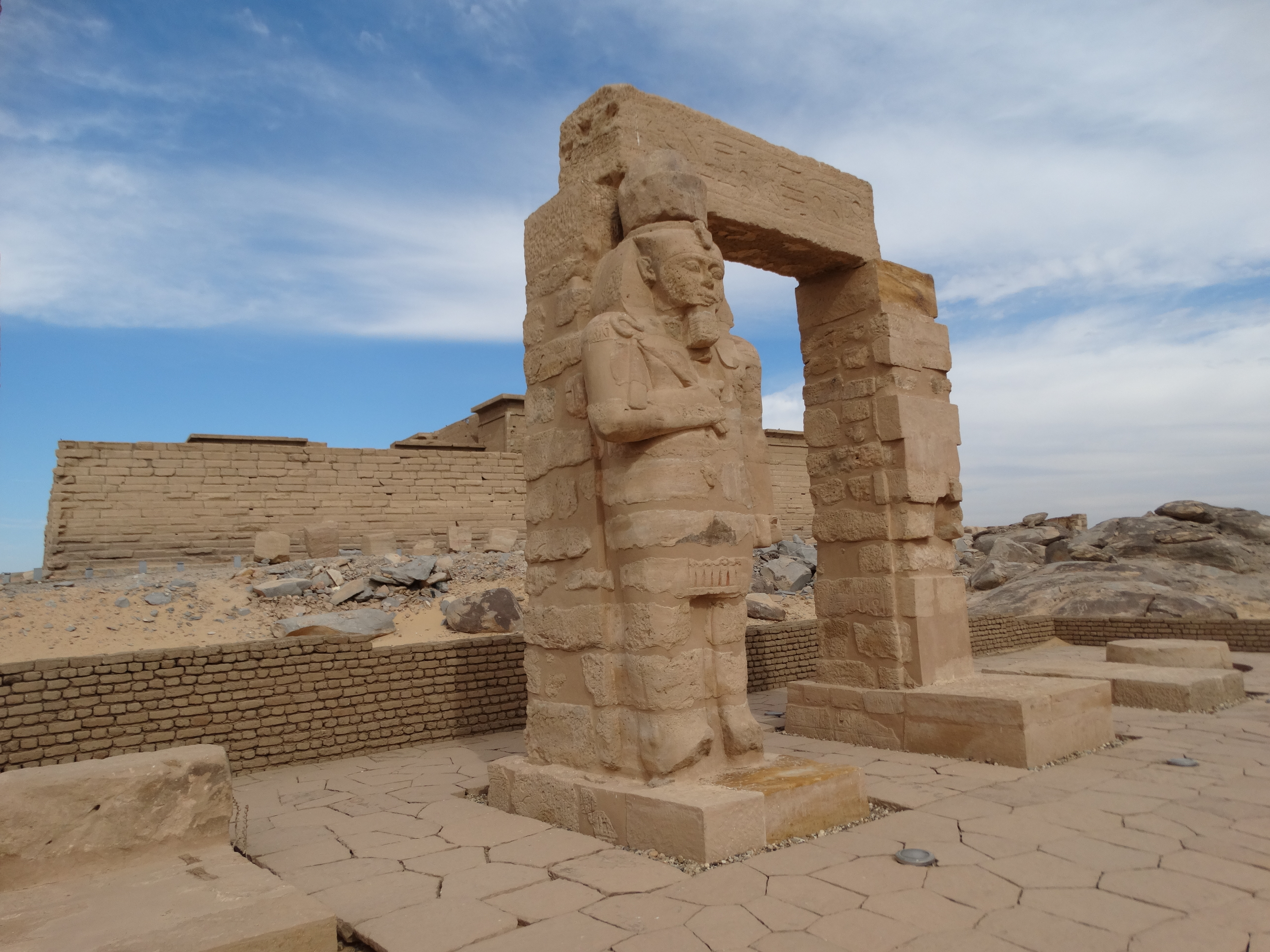
Skulpturenreste in der Umgebung des Tempels von Kalabscha.